# Marei Al Ramly
Marei Al Ramly (Tripoli, 4 de dezembro de 1977) é um ex-futebolista profissional líbio que atuava como meia.

## Carreira
Marei Al Ramly representou o elenco da Seleção Líbia de Futebol no Campeonato Africano das Nações de 2006.